# Yuki Sato (luchador)
Yuki Sato (佐藤悠己 Sato Yuki?) (25 de noviembre de 1985) es un luchador profesional japonés, conocido por su trabajo en Kaientai Dojo y Michinoku Pro Wrestling, entre otras empresas. Actualmente trabaja para Pro Wrestling Noah bajo el nombre de Amakusa.

## Carrera

### Pro Wrestling El Dorado (2006-2008)
En mayo de 2006, Sato debutó en Pro Wrestling El Dorado como un compañero de equipo de El Blazer & Milanito Collection a.t. durante su enfrentamiento con Aagan Iisou (Shuji Kondo, YASSHI & Takuya Sugawara). Después de la disolución del dúo, Yuki trabajó por libre en la empresa, aliándose finalmente con Spark Aoki. Sus combates a lo largo de la duración de El Dorado no fueron de mucha altura, y a finales de 2008 fue liberado de su contrato cuando la empresa cayó.

### Michinoku Pro Wrestling (2007-presente)
Yuki comenzó a luchar en Michinoku Pro Wrestling en marzo de 2007 como jobber, enfrentándose a Ken45º, Hayato Fujita, Rei y Kenshiro Yukimura, entre otros.

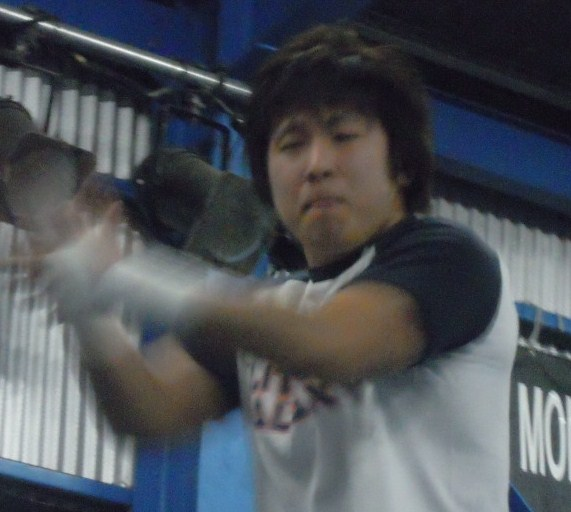
Sato en 2011.

El 14 de marzo de 2009, Sato reapareció en MPW, esta vez bajo el gimmick de Kenbai (剣舞 Kenbai?, Baile de la Espada), un bailarín del festival Oni Ken Bai. De la misma manera que Yoshitsune, Kenbai entraba al ring con una katana y realizaba una ceremonia ritual antes de sus luchas.

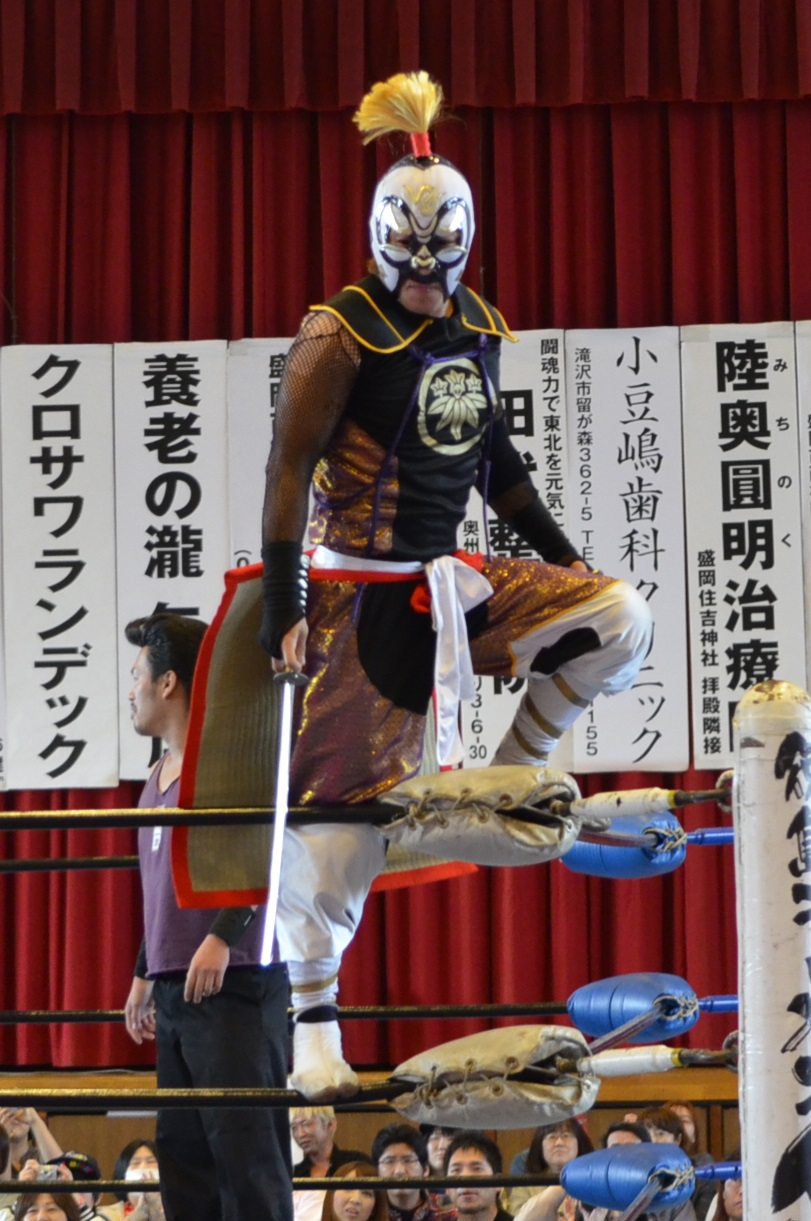
Sato como Kenbai en 2014.

En diciembre de 2019 se trasladó a Pro Wrestling Noah como Haoh, y comenzó a hacer equipo regularmente con el ex Hi69, que tomó el nombre de Nioh. En enero de 2022, sin embargo, después de no poder ganar el Campeonato Peso Pesado Junior en Parejas de GHC a pesar de varios intentos, Haoh se volvió contra Nioh, y el 29 de abril Haoh derrotó a Nioh en un combate de "perdedor debe cambiar su nombre". Sin embargo, el 23 de junio, Haoh perdió un combate de "perdedor abandona la ciudad" ante Tadasuke, con el que se tomó un tiempo libre para regresar en una cartelera independiente en Tlalpan, México, reenombrandose como Amakusa, un personaje que mantuvo al regresar a Japón y NOAH el 11 de noviembre. El 12 de diciembre, Amakusa derrotó a Dante Leon para ganar el Campeonato Peso Pesado Junior de GHC por primera vez, y el 9 de marzo de 2023, defendió con éxito el título contra su excompañero Hi69.

## En lucha
- Movimientos finales
  - 450º splash[1]
  - Bridging german suplex[1]
  - Diving double foot stomp[1]
  - Ganki[3] (Step-up running double knee drop a los hombros de un oponente de pie)
- Movimientos de firma
  - Arm wrench inside cradle pin[4]
  - Cross kneelock[5]
  - Dropkick, a veces desde una posición elevada[1]
  - Gesshoku[6] (Handstand rana pin)
  - Hurricanrana[1]
  - Knee strike
  - Oniyanagi[7] (Diving forearm smash)
  - Over the top rope suicide somersault senton
  - Rope hanging Boston crab
  - Sunset flip powerbomb
  - Tiger feint kick
  - Tilt-a-whirl headscissors derivado en spinning takedown o en DDT
  - Wheelbarrow bodyscissors bulldog

## Campeonatos y logros
- Pro Wrestling Noah
  - GHC Junior Heavyweight Championship (2 veces)

- Dramatic Dream Team
  - DDT Ironman Heavymetalweight Championship (1 vez)

- Ice Ribbon
  - International Ribbon Tag Team Championship (1 vez) - con Riho

- Kaientai Dojo
  - UWA World Middleweight Championship (1 vez)
  - Strongest-K Tag Team Championship (1 vez) - con Hiro Tonai
  - Chiba Six Man Tag Team Championship (1 vez) - con Hiro Tonai & Shiori Asahi

- Michinoku Pro Wrestling
  - MPW Tohoku Tag Team Championship (1 vez) - con Rasse
  - Bar Mimosa Cup (2007)[4]
  - Michinoku Fairy Tale Cup (2009)